# 朱林齊
48°55′53″N 29°15′12″E / 48.93139°N 29.25333°E
朱林齊（烏克蘭語：Джуринці），是烏克蘭西南部的村莊，隸屬文尼察州的文尼察區。該村面積32.41平方公里，海拔高度252米，2001年人口519，人口密度每平方公里16.01人。